# Centro annonario
Il Centro annonario è un edificio situato in via di Ciliegiole, nel comune di Pistoia.

## Storia
All'inizio degli anni ottanta del Novecento, il comune di Pistoia decide lo spostamento in luogo più idoneo del mercato ortofrutticolo generale, che si svolge in un'area insufficiente presso le mura di Porta al Borgo, e di unificarlo con i nuovi macelli (che al momento si trovano lungo il torrente Brana, vicino a via dei Macelli) entro la struttura di un Centro annonario.
Una variante al piano regolatore individua l'area lungo via di Ciliegiole, nell'area dell'ex-campo di volo, in una zona interessata da disordinati insediamenti industriali.
L'appalto concorso, bandito dal comune di Pistoia, viene vinto, nel 1982, dal progetto elaborato dall'architetto Adolfo Natalini, con la collaborazione di Marco Poggi, Guido Ridi e Fabrizio Natalini.
Il Centro comprende dunque il mercato ortofrutticolo generale e un centro di macellazione, da realizzare in più fasi scaglionate nel tempo.
Tra il 1983 e il 1985 si procede alla realizzazione, ad opera dell'impresa G. Tognozzi S.p.A. di Firenze, del primo lotto funzionale, comprendente il mercato ortofrutticolo e il centro servizi.
Il progetto in fase costruttiva viene complessivamente rispettato. Risulta modificata, per ragioni economiche, la finitura esterna del centro servizi e del corpo di ingresso, prevista in cemento armato verniciato al quarzo e poi eseguita in intonaco, tinteggiato nel colore rosso aranciato, previsto nel progetto. Il progetto prevedeva inoltre ai due estremi del fronte lungo di testata la realizzazione di due ciminiere ciascuno, per un totale di quattro, che in fase esecutiva sono state ridotte numericamente della metà.
Dopo una pausa, determinata anche, in una variata situazione di mercato, da valutazioni sulla necessità di procedere alla costruzione di un nuovo centro di macellazione, i lavori riprendono e i macelli vengono ultimati nel 1990.

## Descrizione
Il complesso si compone di più edifici, in risposta alle esigenze funzionali definite dal bando di concorso, diversificati per organizzazione spaziale, strutture e materiali.
Per il mercato ortofrutticolo, la struttura è costituita da un grande padiglione la cui copertura, in eternit alternato a fasce di onduline traslucida, è sostenuta da archi a tre cerniere in legno lamellare. Ai lati del vasto spazio centrale si organizzano i singoli stand, in elementi metallici prefabbricati.
Di fianco alla zona commerciale si trovano le celle frigorifere, in due padiglioni a struttura metallica e con copertura in eternit.
I macelli e le stalle, invece, realizzati in un secondo lotto di lavori, hanno struttura in cemento armato.
Tra un corpo e l'altro esistono spazi per il carico e scarico delle merci.
Questi vari corpi, paralleli tra loro, si attestano su un volume a stecca che assolve alla funzione di fronte e di elemento distributivo ai vari percorsi pedonali coperti verso i padiglioni. Tale edificio di testata, che ospita gli uffici, i servizi, le centrali tecniche, è realizzato in cemento armato, intonacato e tinteggiato al quarzo di un color rosso aranciato ed è caratterizzato da una successione di finestre circolari al primo piano. Al piano terreno, ampi portali consentono il passaggio degli automezzi. Ai due estremi del fronte si innalzano le ciminiere metalliche, che sorpassano in altezza la costruzione.
Sull'edificio di testata si innesta un corpo centrale porticato, che va a ricollegarsi al portale d'ingresso e alla recinzione. Sotto il porticato, in spazi delimitati da pareti vetrate, trovano posto i servizi: la mensa, il bar, la sala riunioni, lo sportello bancario, e così via.
Il progettista realizza volutamente un corpo basso, che possa inserirsi nel paesaggio che circonda la città, già compromesso dalla nuova viabilità, dagli insediamenti industriali e dai quartieri di recente costruzione, senza interferire con il profilo delle colline e del centro storico.

## Fortuna critica
La critica considera il centro annonario una realizzazione che risponde pienamente alle funzioni richieste, senza dimenticare l'economicità. Grazie anche alla scelta del legno per la struttura delle coperture, viene posto in evidenza come "nonostante la scelta della prefabbricazione il prodotto si qualifica come architettura "calda"" . L'opera, ampiamente illustrata in un articolo su "Casabella" , corredato da uno scritto dell'autore, insieme con altri due suoi progetti, viene vista inoltre come il segnale di un mutamento nel percorso progettuale dell'architetto, dal radicalismo degli anni di collaborazione con Superstudio verso un interesse alla prassi del costruire, con attenzione alle funzioni e all'uso dei materiali .